# Per Wiberg
Per Wiberg (ur. 8 czerwca 1968) – szwedzki muzyk, kompozytor i klawiszowiec. Członek zespołu stoner rockowego Spiritual Beggars. Od 2003 roku Wiberg brał udział w trasach koncertowych z Opeth w trakcie trasy Deliverance/Damnation, oficjalnie stał się członkiem grupy w 2005 roku. W 2009 roku dołączył do doommetalowej formacji Krux. W 2011 roku Wiberg odszedł z zespołu Opeth.
Występował również gościnnie na płytach progresywnego szwedzkiego Anekdoten oraz Arch Enemy. Per Wiberg używa instrumentów Nord Electro 2 oraz Korg Triton.

## Dyskografia
- Anekdoten – Vemod (1993, Virtalevy Records)
- Arch Enemy – Burning Bridges (1999, Century Media Records, gościnnie)
- Spiritual Beggars – Ad Astra (2000, Music for Nations)
- Arch Enemy – Wages of Sin (2001, Century Media Records, gościnnie)
- Spiritual Beggars – On Fire (2002, Music for Nations)
- Opeth – Lamentations (Live at Shepherd’s Bush Empire 2003) (2003, DVD, Music for Nations)
- Arch Enemy – Anthems of Rebellion (2003, Century Media Records, gościnnie)
- Opeth – Ghost Reveries (2005, Roadrunner Records)
- Spiritual Beggars – Demons (2005, InsideOut Music)
- Spiritual Beggars – Live Fire! (2005, DVD, InsideOut Music)
- Opeth – Watershed (2008, Roadrunner Records)
- The Bakerton Group – El Rojo (2009, Weathermaker Music, gościnnie)
- Kamchatka – Volume III (2009, Superpuma Records, gościnnie)
- Opeth – In Live Concert at the Royal Albert Hall (2010, DVD, Roadrunner Records)[6]
- Spiritual Beggars – Return To Zero (2010, Trooper Records)
- Opeth – Heritage (2011, Roadrunner Records)[7]
- Spiritual Beggars – Return To Live: Loud Park 2010 (2011, Trooper Records)
- Arch Enemy – Khaos Legions (2011, Century Media Records, gościnnie)